# セーラー服と機関銃/ゆりかご
「セーラー服と機関銃／ゆりかご」（セーラーふくときかんじゅう／ゆりかご）は、声優・落合祐里香の6枚目のシングル。 2008年10月29日にブロー・ウィンド・レコードから発売された。

## 解説
- 12ヶ月連続リリース第5弾。
- 初回限定盤（BWCA-1146） と通常盤（BWCA-1147）の2種類の仕様でリリースされ、前者には特典DVD「傷つけて。」が同梱されている
- 1曲目「セーラー服と機関銃」は、薬師丸ひろ子の楽曲のカバー。
- 2曲目「ゆりかご」では、落合自身が作詞を手掛けている。

## 収録曲
1. セーラー服と機関銃 [4:57]
作詞：来生えつこ、作曲：来生たかお、編曲：工藤学
2. ゆりかご [4:07]
作詞：落合祐里香、作曲：林有三、編曲：The Night Shift
3. セーラー服と機関銃（inst.）
4. ゆりかご（inst.）

DVD（初回限定盤のみ）
1. 傷つけて。